# شغب كادونا 2000
شغب كادونا 2000 كانت أعمال شغب دينية في كادونا نيجيريا شارك فيها مسيحيون ومسلمون بسبب إدخال قانون الشريعة في ولاية كادونا بنيجيريا. من غير الواضح عدد الأشخاص الذين قتلوا في الاشتباكات بين المسلمين والمسيحيين الذي استمر على فترات سلمية من 21 فبراير حتى 23 مايو 2000، تختلف التقديرات من 1.000 إلى 5.000 حالة وفاة.
في فبراير 2000 أعلن حاكم كادونا عن إدخال الشريعة إلى ولاية كادونا التي يشكل غير المسلمين نصف سكانها تقريبًا، نظم فرع كادونا التابع للجمعية المسيحية في نيجيريا احتجاجًا عامًا ضد في مدينة كادونا. ثم اشتبك الشباب المسلم معهم وخرج الموقف عن نطاق السيطرة، مع انتشار العنف والدمار بين الجانبين. حدث العنف في موجتين رئيسيتين (يشار إليهما أحيانًا باسم «الشريعة 1» و«الشريعة 2»)، الموجة الأولى في الفترة من 21 إلى 25 فبراير، مع مزيد من عمليات القتل في مارس، تلتها موجة ثانية من 22 إلى 23 مايو. خلفت أعمال العنف الأولية أكثر من 1.000 قتيل، أفادت لجنة قضائية شكلتها حكومة ولاية كادونا أن العدد الرسمي للقتلى بلغ 1.295 قتيل. قدرت هيومن رايتس ووتش أن العدد الإجمالي للقتلى بما في ذلك الفترة من مارس ومايو والعديد من قتلى فبراير لم تحسبه اللجنة، وهو أعلى من ذلك بكثير، وقدرته ما بين 2000 و5000. أفادت العديد من وسائل الإعلام أن العدد أكثر من 2000 حالة وفاة (و2 إلى 300 حالة وفاة في مايو). في نهاية المطاف تدخل الجيش لإنهاء الاشتباكات الدموية عندما اتضح أن الشرطة لا تستطيع السيطرة عليها.
أصبحت هذه الحالة أول ما يسمى ب «اشتباكات الشريعة»، وكانت بداية مرحلة الشغب الديني لصراع الشريعة (1999 حتى الآن).